# Procopio di Torrecupa
Procopio di Torrecupa è un personaggio immaginario protagonista di una omonima serie a fumetti realizzata da Lino Landolfi, pubblicata in Italia dal 1951 al 1968 sul settimanale Il Vittorioso.
Il personaggio è stato vincitore di una gara di popolarità indetta dalla rete nazionale nel 1958, è stato anche protagonista di una breve serie di cartoni animati e di una canzone il cui disco ha avuto grande successo.

## Personaggio
Procopio è un poliziotto di quartiere di una città statunitense e ha origini Italiane; discende da un'antica famiglia di "Torrecupa" i cui nobili componenti sono stati protagonisti di innumerevoli avventure nel corso dei secoli. Le indagini poliziesche sono un pretesto per Procopio per raccontare in modo fantasioso le vicende dei suoi avi ambientate in varie epoche sin dalla preistoria. Lo stesso Procopio diventa il protagonista immaginario delle storie che lo vedono agire nei più disparati scenari: il Far West, il medioevo, la corte francese sotto Richelieu, non disdegnando la satira di fumetti famosi quali Asso di Picche reinterpretato da Procopio come "Asso di Poker". I disegni di Landolfi sono accurati e, seppure grotteschi, ricchi di particolari e realismo, ben diversi da simili fumetti umoristici coevi.

## Storia editoriale
Le circa cinquanta storie del personaggio sono state pubblicate sul settimanale Il Vittorioso dal 1951 al 1968 e ristampate in seguito su altre pubblicazioni.

## Altri media
Il personaggio ha ispirato il romanzo intitolato Procopio di Torrecupa, scritto dallo stesso Lino Landolfi e pubblicato nel 1966, una breve serie di cartoni animati e un disco di grande successo.